# Guhrauer Kreisbahn
| Kursbuchstrecke: | 129p (Heinzendorf-Kraschen – Krehlau 1934) |                                 |                                 |
| Streckenlänge: | 59,8 km                                    |                                 |                                 |
| Spurweite: | 1435 mm (Normalspur)                       |                                 |                                 |
| |                                            |                                 |                                 |
| \| \| \| Posen–Breslau \| \| \| \| 0,0 \| Lissa (Leszno) Kleinbahnhof \| Lissa (Leszno) Kleinbahnhof \| \| \| 2,8 \| Zaborowo \| Zaborowo \| \| \| 7,6 \| Heinrichshof \| Heinrichshof \| \| \| 8,57 \| Staatsgrenze 1920–1945 \| Staatsgrenze 1920–1945 \| \| \| 13,1 \| Heinzendorf-Kraschen \| Heinzendorf-Kraschen \| \| \| 16,5 \| Gleinig \| Gleinig \| \| \| \| von Glogau \| \| \| \| 19,0 \| Schlabitz (Kleinbahnhof) \| Schlabitz (Kleinbahnhof) \| \| \| 22,0 \| Guhrau (Kleinbahnhof) \| Guhrau (Kleinbahnhof) \| \| \| \| nach Bojanowo \| \| \| \| 24,7 \| Alt-Guhrau \| Alt-Guhrau \| \| \| 27,1 \| Neuguth \| Neuguth \| \| \| 29,7 \| Groß Osten \| Groß Osten \| \| \| 30,51 \| Bartsch \| Bartsch \| \| \| 30,73 \| Flutbrücke \| Flutbrücke \| \| \| 33,4 \| Oderbeltsch (1939: Waldvorwerk) \| Oderbeltsch (1939: Waldvorwerk) \| \| \| 35,2 \| Herrnlauersitz \| Herrnlauersitz \| \| \| 38,1 \| Irrsingen \| Irrsingen \| \| \| 41,4 \| Lübchen \| Lübchen \| \| \| 43,9 \| Köben (Fähre über die Oder) \| Köben (Fähre über die Oder) \| \| \| 46,7 \| Neuheidau \| Neuheidau \| \| \| 49,7 \| Nieder Gimmel \| Nieder Gimmel \| \| \| 51,8 \| Neuvorwerk (Nur Güterverkehr) \| Neuvorwerk (Nur Güterverkehr) \| \| \| 53,4 \| Rayschen \| Rayschen \| \| \| 54,9 \| Krischütz \| Krischütz \| \| \| 58,7 \| Wischütz \| Wischütz \| \| \| \| von Rawitsch \| \| \| \| 59,8 \| Krehlau LRE \| Krehlau LRE \| \| \| \| nach Liegnitz \| \| |                                            |                                 |                                 |
| Strecke quer |                                            | Posen–Breslau                   | Posen–Breslau                   |
| Kopfbahnhof Streckenanfang (Strecke außer Betrieb) | 0,0                                        | Lissa (Leszno) Kleinbahnhof     | Lissa (Leszno) Kleinbahnhof     |
| Haltepunkt / Haltestelle (Strecke außer Betrieb) | 2,8                                        | Zaborowo                        | Zaborowo                        |
| Haltepunkt / Haltestelle (Strecke außer Betrieb) | 7,6                                        | Heinrichshof                    | Heinrichshof                    |
| Grenze (Strecke außer Betrieb) | 8,57                                       | Staatsgrenze 1920–1945          | Staatsgrenze 1920–1945          |
| Bahnhof (Strecke außer Betrieb) | 13,1                                       | Heinzendorf-Kraschen            | Heinzendorf-Kraschen            |
| Haltepunkt / Haltestelle (Strecke außer Betrieb) | 16,5                                       | Gleinig                         | Gleinig                         |
| Kreuzung (Strecken außer Betrieb) · Strecke von rechts (außer Betrieb) |                                            | von Glogau                      | von Glogau                      |
| Bahnhof (Strecke außer Betrieb) · Bahnhof (Strecke außer Betrieb) | 19,0                                       | Schlabitz (Kleinbahnhof)        | Schlabitz (Kleinbahnhof)        |
| Bahnhof (Strecke außer Betrieb) · Bahnhof (Strecke außer Betrieb) | 22,0                                       | Guhrau (Kleinbahnhof)           | Guhrau (Kleinbahnhof)           |
| Strecke (außer Betrieb) · Strecke nach links (außer Betrieb) |                                            | nach Bojanowo                   | nach Bojanowo                   |
| Bahnhof (Strecke außer Betrieb) | 24,7                                       | Alt-Guhrau                      | Alt-Guhrau                      |
| Haltepunkt / Haltestelle (Strecke außer Betrieb) | 27,1                                       | Neuguth                         | Neuguth                         |
| Bahnhof (Strecke außer Betrieb) | 29,7                                       | Groß Osten                      | Groß Osten                      |
| Brücke über Wasserlauf (Strecke außer Betrieb) | 30,51                                      | Bartsch                         | Bartsch                         |
| Brücke über Wasserlauf (Strecke außer Betrieb) | 30,73                                      | Flutbrücke                      | Flutbrücke                      |
| Haltepunkt / Haltestelle (Strecke außer Betrieb) | 33,4                                       | Oderbeltsch (1939: Waldvorwerk) | Oderbeltsch (1939: Waldvorwerk) |
| Haltepunkt / Haltestelle (Strecke außer Betrieb) | 35,2                                       | Herrnlauersitz                  | Herrnlauersitz                  |
| Haltepunkt / Haltestelle (Strecke außer Betrieb) | 38,1                                       | Irrsingen                       | Irrsingen                       |
| Bahnhof (Strecke außer Betrieb) | 41,4                                       | Lübchen                         | Lübchen                         |
| Bahnhof (Strecke außer Betrieb) | 43,9                                       | Köben (Fähre über die Oder)     | Köben (Fähre über die Oder)     |
| Haltepunkt / Haltestelle (Strecke außer Betrieb) | 46,7                                       | Neuheidau                       | Neuheidau                       |
| Bahnhof (Strecke außer Betrieb) | 49,7                                       | Nieder Gimmel                   | Nieder Gimmel                   |
| Dienststation / Betriebs- oder Güterbahnhof (Strecke außer Betrieb) | 51,8                                       | Neuvorwerk (Nur Güterverkehr)   | Neuvorwerk (Nur Güterverkehr)   |
| Haltepunkt / Haltestelle (Strecke außer Betrieb) | 53,4                                       | Rayschen                        | Rayschen                        |
| Haltepunkt / Haltestelle (Strecke außer Betrieb) | 54,9                                       | Krischütz                       | Krischütz                       |
| Haltepunkt / Haltestelle (Strecke außer Betrieb) | 58,7                                       | Wischütz                        | Wischütz                        |
| Abzweig geradeaus und von links (Strecke außer Betrieb) |                                            | von Rawitsch                    | von Rawitsch                    |
| Bahnhof (Strecke außer Betrieb) | 59,8                                       | Krehlau LRE                     | Krehlau LRE                     |
| Strecke (außer Betrieb) |                                            | nach Liegnitz                   | nach Liegnitz                   |

Die Guhrauer Kreisbahn AG durchzog mit ihrer Strecke den Landkreis Guhrau in Schlesien und stellte den Anschluss in die Nachbarkreise Lissa und Wohlau her.

## Geschichte
Die niederschlesische Kreisstadt Guhrau erhielt erst 1885 von Bojanowo in der Provinz Posen einen Anschluss an das Eisenbahnnetz. Diese Strecke wurde 1906 bis Glogau weitergeführt. Es fehlte jedoch eine Nord-Süd-Verbindung zu den Knotenpunkten Lissa und Liegnitz.
Am 11. Juni 1914 gründeten der preußische Staat, die Provinz Posen, die Kreise Lissa, Guhrau und Steinau sowie die Städte Guhrau, Steinau und Köben mit einer großen Anzahl weiterer Interessenten, zu denen auch die Bahnbaugesellschaft Lenz & Co. gehörte, die Lissa–Guhrau–Steinauer Kleinbahn AG mit Sitz in Guhrau. Im Volksmund kam die Bezeichnung LiGuSte auf.
Wegen des kurze Zeit später begonnenen Ersten Weltkrieges konnte die Strecke erst am 15. September 1916 für den Güterverkehr und am 24. Mai 1917 für den Personenverkehr eröffnet werden. Den Betrieb führte – wie auch auf der anschließenden Liegnitz-Rawitscher Eisenbahn (LRE) – die Firma Lenz & Co. der Betriebsvertrag wurde 1931 verlängert und bestand ungekündigt bis Januar 1945. Die Fahrzeuge waren schon 1915 geliefert worden. In Guhrau bestand eine Übergangsmöglichkeit zur Staatsbahn.
Als die Provinz Posen nach dem Ersten Weltkrieg 1920 an Polen fiel, wurde der östlich der Grenze liegende Teil der Strecke (etwa zehn Kilometer) stillgelegt, letzter Betriebstag war der 17. Januar 1920; die Züge in Richtung Guhrau begannen nun in Heinzendorf-Kraschen. 1932/33 wurden die Gleisanlagen auf deutscher Seite abgebrochen und bei anderen Lenz-Bahnen verwendet. Auch während der deutschen Besetzung Polens im Zweiten Weltkrieg änderte sich daran nichts. Der Name der Gesellschaft wurde zum 25. März 1939 in Guhrauer Kleinbahn AG geändert.
Die Strecke Guhrau–Krehlau wurde in den zwanziger Jahren zunächst dreimal am Tag bedient, ab 1. April 1927 fünfmal am Tage, drei Paare davon waren Triebwagen, sonntags weniger; davon fuhren einige Züge auf der LRE-Strecke bis Steinau weiter, damit die Reisenden diesen Knotenpunkt für die Hauptbahn Glogau–Breslau ohne Umsteigen erreichen konnten. Im Zweiten Weltkrieg setzte man nur noch drei bis vier Züge täglich ein. Erheblich geringer war stets die Bedienung des Abschnitts von Guhrau zum Grenzort Heinzendorf-Kraschen, hier fuhren zwei Zugpaare täglich, ab 15. April 1927 ein Triebwagenpaar zusätzlich.
Der Gesellschaft standen 1928 vier Dampflokomotiven, ein Dieseltriebwagen, fünf Personen- und zwei Packwagen zur Verfügung; 1939 waren es drei Lokomotiven, zwei Triebwagen, sieben Personen-, zwei Pack- und 32 Güterwagen.
Vier dreiachsige Dampflokomotiven waren 1915 bei Orenstein & Koppel beschafft worden. Der erste zweiachsige Triebwagen kam 1927 als Leihfahrzeug der AEG, er wurde 1928 gekauft. Ein zweiter 1930 gekaufter vierachsiger Triebwagen wurde noch im gleichen Jahr verkauft, 1931 ein zweiachsiger Triebwagen bei WUMAG erworben.
Am 22. Januar 1945 wurde die Stadt Guhrau geräumt. Der letzte Zug der Kreisbahn verließ Hainichen-Kraschen am 23. Januar um 11 Uhr und konnte Steinau noch vor Sprengung der Oderbrücke erreichen. Am 14. April trafen drei Lokomotiven auf dem Bahnhof Luckau der Niederlausitzer Eisenbahn ein. Zwei Lokomotiven wurden noch von der Deutschen Reichsbahn übernommen.
Der AEG-Triebwagen VT 1021 wurde nach dem Krieg als Cmot 348 bei der Ungarischen Staatsbahn eingesetzt. Dort fuhr er bis 1959 und wurde 1964 in Budapest verschrottet.
Nach dem Zweiten Weltkrieg wurde der Abschnitt Guhrau–Krehlau langsam wieder in Betrieb genommen. Im Juli 1946 war er noch außer Betrieb, 1950 fuhren zwei Zugpaare. Bis 1960 wurde er im Personenverkehr bedient, im Güterverkehr bis 1964. Die Strecke wurde stillgelegt. Der Abschnitt Guhrau–Heinzendorf-Kraschen war schon 1945 stillgelegt worden.

## Strecke
Die ursprünglich fast 60 Kilometer lange normalspurige Strecke begann im Kleinbahnhof der zur damaligen preußischen Provinz Posen gehörenden Kreisstadt Lissa (Leszno) und führte in südlicher Richtung über die Provinzgrenze nach Schlesien zur Kreisstadt Guhrau, kreuzte die Staatsbahnstrecke, der sie schon ab Schlabitz gefolgt war, und wandte sich der Oder zu, der sie einige Kilometer entlang lief; dann erreichte sie in Krehlau die Liegnitz–Rawitscher Eisenbahn (LRE), die über Steinau nach Liegnitz führte.

## Weblink
- Beschreibung der Strecke auf bazakolejowa.pl (polnisch)